# 克蘭普頓 (馬里蘭州)
克蘭普頓（英語：Crumpton）是位於美國馬里蘭州安妮女王縣的一個普查規定居民點。

## 人口
根據2020年美國人口普查的數據，克蘭普頓的面積為2.71平方千米，當中陸地面積為2.43平方千米，而水域面積為0.28平方千米。當地共有人口496人，而人口密度為每平方千米183.03人。